# KBS 뉴스 7 강릉
《KBS 뉴스 7 강릉》은 월요일 ~ 수요일, 금요일 저녁 7시 30분에 KBS강릉 1TV로 방송되었던 한국방송공사의 뉴스 프로그램이다.

## 앵커
- 강유미 아나운서

## 경쟁 지역뉴스 프로그램
- 5 MBC 뉴스 강원 (MBC강원영동 강릉방송국, MBC강원영동 삼척방송국)
- 뉴스퍼레이드 강원 (G1방송)